# Chunhyangdyeon
Chunhyangdyeon è un film del 2000 diretto da Im Kwon-taek.